# Giro dell'Emilia 1936
Il Giro dell'Emilia 1936, ventitreesima edizione della corsa, si svolse il 3 maggio 1936 su un percorso di 285 km con partenza e arrivo a Bologna. Fu vinto dall'italiano Giuseppe Olmo, che completò il percorso in 8h45'41" precedendo in volata i connazionali Olimpio Bizzi e Pietro Rimoldi. Conclusero la prova 36 dei 73 ciclisti al via.
Riservato a ciclisti di I e II categoria (professionisti e indipendenti), fu valido come seconda delle cinque prove del Campionato italiano 1936.

## Percorso
Il Giro dell'Emilia 1936, organizzato come di consueto dal Velo Sport Reno, si svolse su un percorso ad anello di 285 km caratterizzato nella prima parte da pianura e nella seconda dalle salite del Frignano e dell'Appennino bolognese. Partito da Porta Galliera a Bologna, superò nell'ordine San Giorgio di Piano, Ferrara (km 52), Vigarano Mainarda, Cento (km 86), San Giovanni in Persiceto, Modena, Formigine (km 132), la salita di Serramazzoni, Pavullo nel Frignano (km 170), Sestola (km 197), Fanano (km 202), la salita della Masera, Lizzano in Belvedere, Silla, Vergato (km 248) e Sasso Bolognese fino al traguardo finale al velodromo di Bologna.

## Ordine d'arrivo (Top 10)
| Pos. | Corridore          | Squadra | Tempo    |
| ---- | ------------------ | ------- | -------- |
| 1    | Giuseppe Olmo      | Bianchi | 8h45'41" |
| 2    | Olimpio Bizzi      | Fréjus  | s.t.     |
| 3    | Pietro Rimoldi     | Ganna   | s.t.     |
| 4    | Giovanni Cazzulani | Gloria  | s.t.     |
| 5    | Enrico Mollo       | Gloria  | s.t.     |
| 6    | Cesare Del Cancia  | Ganna   | s.t.     |
| 7    | Elio Maldini       | Fréjus  | s.t.     |
| 8    | Adriano Vignoli    | Legnano | s.t.     |
| 9    | Bernardo Rogora    | Gloria  | s.t.     |
| 10   | Adalino Mealli     | Legnano | s.t.     |